# Strahinja Stefanović
Strahinja Stefanović (Novi Sad, 7 marzo 1998) è un canoista serbo, vicampione del mondo a Seghedino 2019 nel K1 200 metri.

## Palmarès
| Anno | Manifestazione          | Sede             | Evento         | Risultato      | Prestazione | Note |
| ---- | ----------------------- | ---------------- | -------------- | -------------- | ----------- | ---- |
| 2014 | Mondiali juniores e U23 | Seghedino        | K2 200m junior | Finale B       | 35"043      |      |
| 2015 | Mondiali juniores e U23 | Montemor-o-Velho | K2 200m junior | 4°             | 33"536      |      |
| 2017 | Europei U23             | Belgrado         | K2 200m U23    | Bronzo         | 33"398      |      |
| 2017 | Mondiali juniores e U23 | Pitești          | K4 200m U23    | 11° (finale B) | 1'22"800    |      |
| 2018 | Europei                 | Belgrado         | K2 500m        | 7°             | 1'29"245    |      |
| 2018 | Europei U23             | Milano           | K1 200m U23    | dnf            | Finale A    |      |
| 2018 | Mondiali juniores e U23 | Plovdiv          | K1 200m U23    | Argento        | 34"582      |      |
| 2018 | Mondiali                | Montemor-o-Velho | K4 500m        | Finale B       | 1'26"519    |      |
| 2019 | Europei U23             | Račice           | K1 200m        | Argento        | 36"800      |      |
| 2019 | Mondiali                | Seghedino        | K1 200m        | Argento        | 35"048      |      |